# Emil Bähncke
Emil Martin Wilhelm Bähncke (24. marts 1860 i København – 17. juni 1931 smst) var en dansk sennepfabrikant og grosserer. Han overtog firmaet Bähncke fra sin far Wilhelm Bähncke.